# Vorarlberger Bergkäse
Le vorarlberger bergkäse (c'est-à-dire le « fromage des montagnes du Vorarlberg ») est un fromage fabriqué au lait cru de vache et provenant d'Autriche.

## Label de qualité européen
Depuis 1997, l'appellation Vorarlberger Bergkäse est protégée par le label de qualité européen g.U (geschützte Ursprungsbezeichnung), en français AOP.